# SMS Szigetvár
O SMS Szigetvár foi um cruzador protegido operado pela Marinha Austro-Húngara e a terceira e última embarcação da Classe Zenta, depois do SMS Zenta e SMS Aspern. Sua construção começou em maio de 1899 no Arsenal Naval de Pola e foi lançado ao mar em outubro de 1900, sendo comissionado na frota austro-húngara em setembro do ano seguinte. Era armado com uma bateria principal de oito canhões de 120 milímetros em montagens individuais, possuía um deslocamento de pouco mais de duas mil toneladas e meia e alcançava uma velocidade máxima de vinte nós.
A primeira atividade do Szigetvár logo depois de entrar em serviço foi realizar um grande cruzeiro para a América do Norte e norte da Europa entre outubro de 1901 e outubro de 1902. Depois disso atuou com a frota principal em águas domésticas, participando principalmente de atividades de treinamento. O navio fez visitas frequentes ao Império Otomano e à Grécia, participando em 1905 de uma resposta internacional a agitações internas otomanas. O cruzador viajou em 1907 e 1912 para o Sudeste Asiático transportando tripulações para embarcações servindo no local.
A Primeira Guerra Mundial começou em 1914 e o Szigetvár serviu com a frota principal. Participou do bombardeio de fortificações em Montenegro nos primeiros meses de conflito e depois do Bombardeio de Ancona em maio de 1915, além de outras operações contra alvos italianos. Foi transformado em um navio de guarda nas Bocas de Cátaro em junho de 1917 e retirado de serviço em março de 1918. Depois disso foi usado como alojamento flutuante e alvo de tiro para a Escola de Guerra de Torpedos. Foi entregue ao Reino Unido como prêmio de guerra e desmontado.

## Características

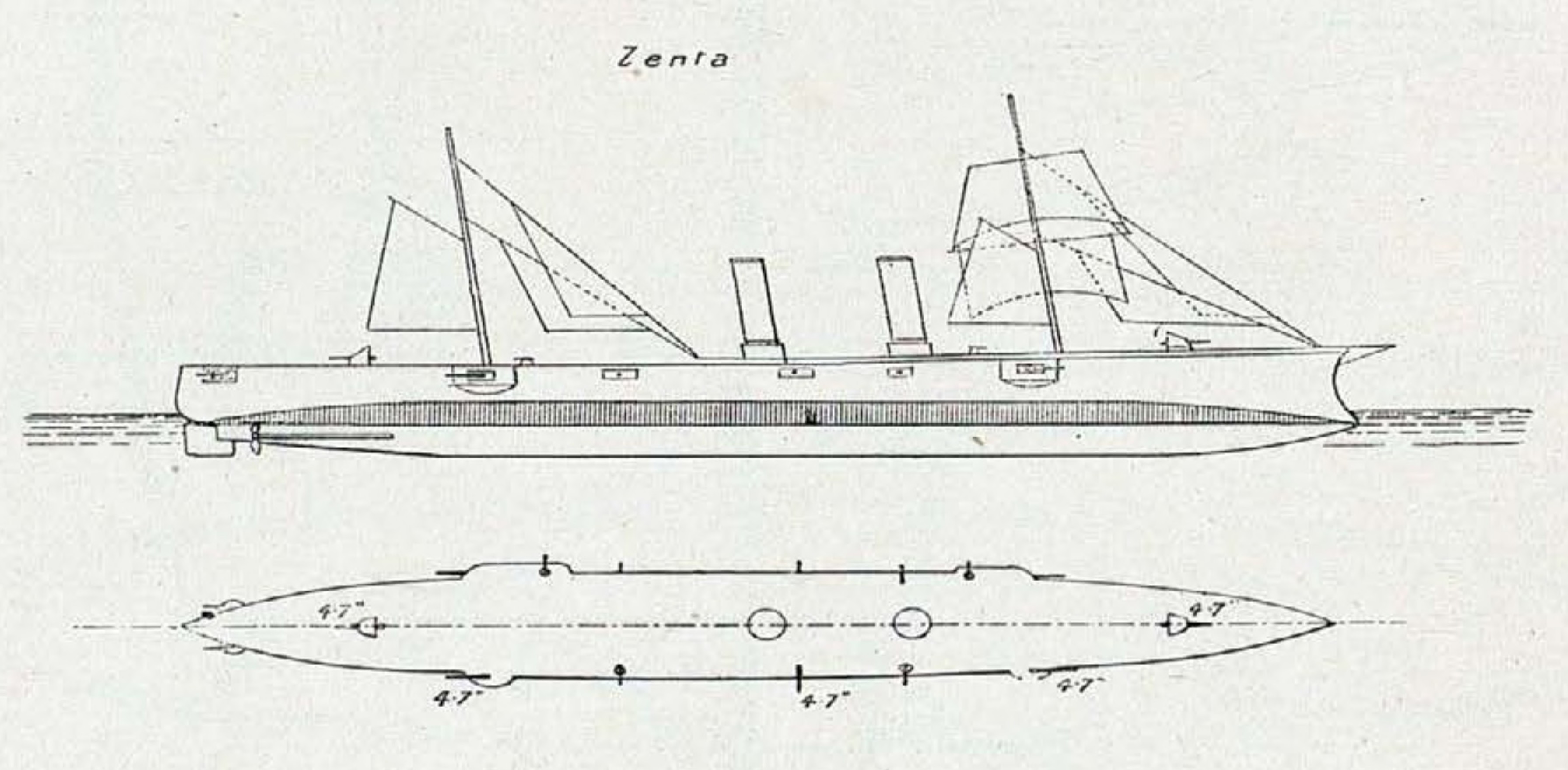
Desenho da Classe Zenta

O Szigetvár tinha 96 metros de comprimento da linha de flutuação e 96,88 metros de comprimento de fora a fora, boca de 11,73 metros e calado de 4,24 metros. Seu deslocamento normal era de 2 350 toneladas, enquanto o deslocamento carregado era de 2 602 toneladas. Sua tripulação era composta por 308 oficiais e marinheiros. O sistema de propulsão tinha dois motores de tripla expansão, cada um girando uma hélice usando o vapor oriundo de oito caldeiras Yarrow a carvão. Seus motores tinham uma potência indicada de 7,2 mil cavalos-vapor (5,3 mil quilowatts) para uma velocidade máxima de 21 nós (39 quilômetros por hora), mas durante seus testes marítimos alcançou apenas vinte nós (37 quilômetros por hora) a partir de sua potência indicada. O navio carregava carvão suficiente para uma autonomia de 3,8 mil milhas náuticas (5,9 mil quilômetros) a uma velocidade de doze nós (22 quilômetros por hora). O cruzador foi equipado com um arranjo de velas bergantim em dois mastros com 585,8 metros quadrados a fim de ampliar sua autonomia.
A bateria principal consistia de oito canhões Škoda de disparo rápido calibre 40 de 120 milímetros. Dois ficavam montados no convés superior na proa e popa, enquanto os seis restantes ficavam em casamatas no casco. A bateria secundária tinha oito canhões Škoda calibre 44 de 47 milímetros e dois canhões Hotchkiss calibre 33 de 47 milímetros para defesa contra barcos torpedeiros. Estas armas foram montadas individualmente, com quatro na superestrutura e o resto em casamatas no casco. Também era equipado com duas metralhadoras Salvator-Dormus M1893 de 8 milímetros. Por fim, tinha dois tubos de torpedo de 450 milímetros instalados no casco acima da linha d'água. Os três cruzadores protegidos da Classe Zenta foram os primeiros grandes navios de guerra da Marinha Austro-Húngara a serem equipados com armas produzidas em sua totalidade pela Škoda.
O convés blindado consistia em duas camadas de aço de 12,5 milímetros de espessura na proa e popa, dobrando de espessura a meia-nau com duas camadas de 25 milímetros onde protegiam as salas de máquinas. As casamatas dos canhões principais tinham laterais de 35 milímetros e a torre de comando recebeu duas camadas de 25 milímetros nas laterais. Os canhões de 120 milímetros de proa e popa tinham um escudo de 45 milímetros, mas que não era grande o bastante para proteger os artilheiros.

## História

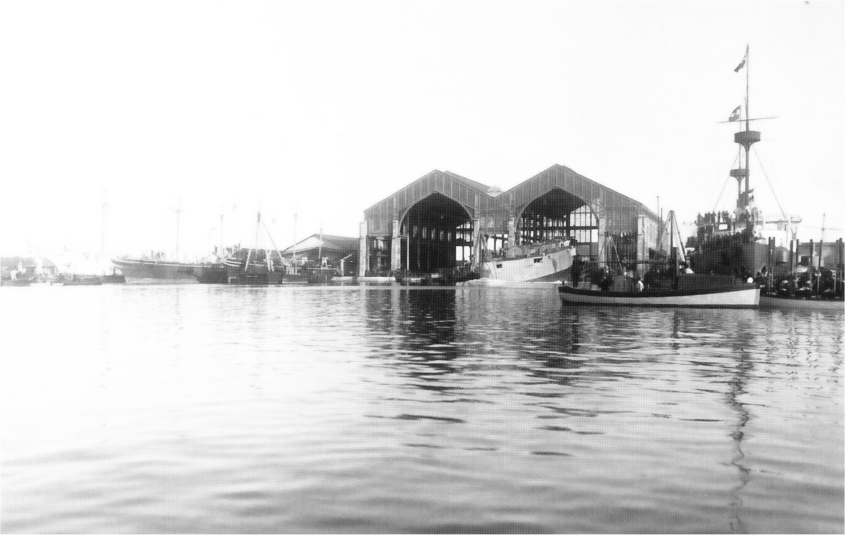
O lançamento do Szigetvár em Pola em 29 de outubro de 1900

O batimento de quilha do Szigetvár ocorreu em 25 de maio de 1899 no Arsenal Naval de Pola sob o nome provisório de Ersatz Fasana. Ele foi lançado ao mar em 29 de outubro de 1900 sob a direção do contra-almirante Johann von Hinke e sem uma cerimônia especial, tendo sido nomeado em homenagem ao Cerco de Szigetvár de 1566. Os trabalhos de equipagem foram finalizados em setembro de 1901 e o navio foi comissionado na frota austro-húngara no dia 30 ao custo total de 4,5 milhões de coroas. O comando naval ordenou imediatamente que o Szigetvár partisse em um cruzeiro internacional para a América do Norte e norte da Europa.

### Cruzeiro internacional
O navio deixou Pola em 4 de outubro e e parou no caminho em Gibraltar, então cruzando para Tânger, no Marrocos, e seguindo para Funchal na ilha da Madeira, em Portugal. O Szigetvár atravessou o Oceano Atlântico e chegou em Bridgetown, em Barbados, no dia 1º de novembro, permanecendo no local por uma semana antes de iniciar uma viagem pelo Mar do Caribe que durou pelo resto do ano. O cruzador deixou Kingston, na Jamaica, em 1º de janeiro de 1902 e seguiu para portos no norte e no Golfo do México, parando em Porto Príncipe no Haiti, Santiago de Cuba em Cuba, Veracruz no México, Nova Orleães, Pensacola e Key West nos Estados Unidos, retornando para Cuba e parando em Havana e Matanzas em meados de março.
O Szigetvár continuou navegando rumo norte, parando em Charleston nos Estados Unidos entre 7 e 16 de março e então seguiu para as Bermudas, onde permaneceu de 19 a 27 de março. Voltou mais uma vez para Estados Unidos, onde permaneceu pelos dois meses seguintes, visitando as cidades de Norfolk, Annapolis, Baltimore, Nova Iorque, New Haven, New London e Boston até o início de maio. O cruzador brevemente visitou o Canadá, passando em Halifax antes de atravessar o Atlântico no caminho de volta. O navio chegou em Cherbourg, na França, em 22 de maio e permaneceu no local por uma semana, continuando então para Roterdã e Amsterdã, nos Países Baixos. Enquanto estava nesta última, o Szigetvár presenciou o lançamento do navio de defesa de costa holandês Hr.Ms. Hertog Hendrik. A embarcação chegou em Wilhelmshaven, na Alemanha, em 15 de junho e então visitou Hamburgo no dia 24. De lá seguiu para Spithead, no Reino Unido, a fim de participar da Revista de Coroação do rei Eduardo VII.
A embarcação foi para Kiel, na Alemanha, a fim de acompanhas as tradicionais regatas da Semana de Kiel, que ocorreram de 2 a 14 de julho, durante o qual foi visitado pelo imperador Guilherme II. O Szigetvár então viajou para o Mar Báltico, parando primeiro no porto alemão de Danzig e depois em Kronstadt, na Rússia, onde foi visitado pelo imperador Nicolau II. Em seguida em agosto o cruzador visitou Estocolmo na Suécia e Copenhague na Dinamarca, retornando para a Suécia e visitando o porto de Marstrand mais tarde no mesmo mês, onde a embarcação foi vista pelo rei Óscar II a bordo de seu iate Drot. O Szigetvár prosseguiu para Bergen, na Noruega, e depois cruzou o Mar do Norte até Edimburgo, no Reino Unido, então fazendo seu caminho até Brest na França. De lá foi para Lisboa em Portugal, Cádis na Espanha, Marrocos e Argel na Argélia. O navio finalmente retornou para a Áustria-Hungria em 25 de setembro, permanecendo em Gravosa por alguns dias até o final do mês antes de seguir para Pola, onde chegou em 1º de outubro. Foi descomissionado quatro dias depois a fim de passar por manutenção e modernizações que incluíram a instalação de um equipamento de telegrafia sem fio.

### Serviço doméstico

#### 1903–1906

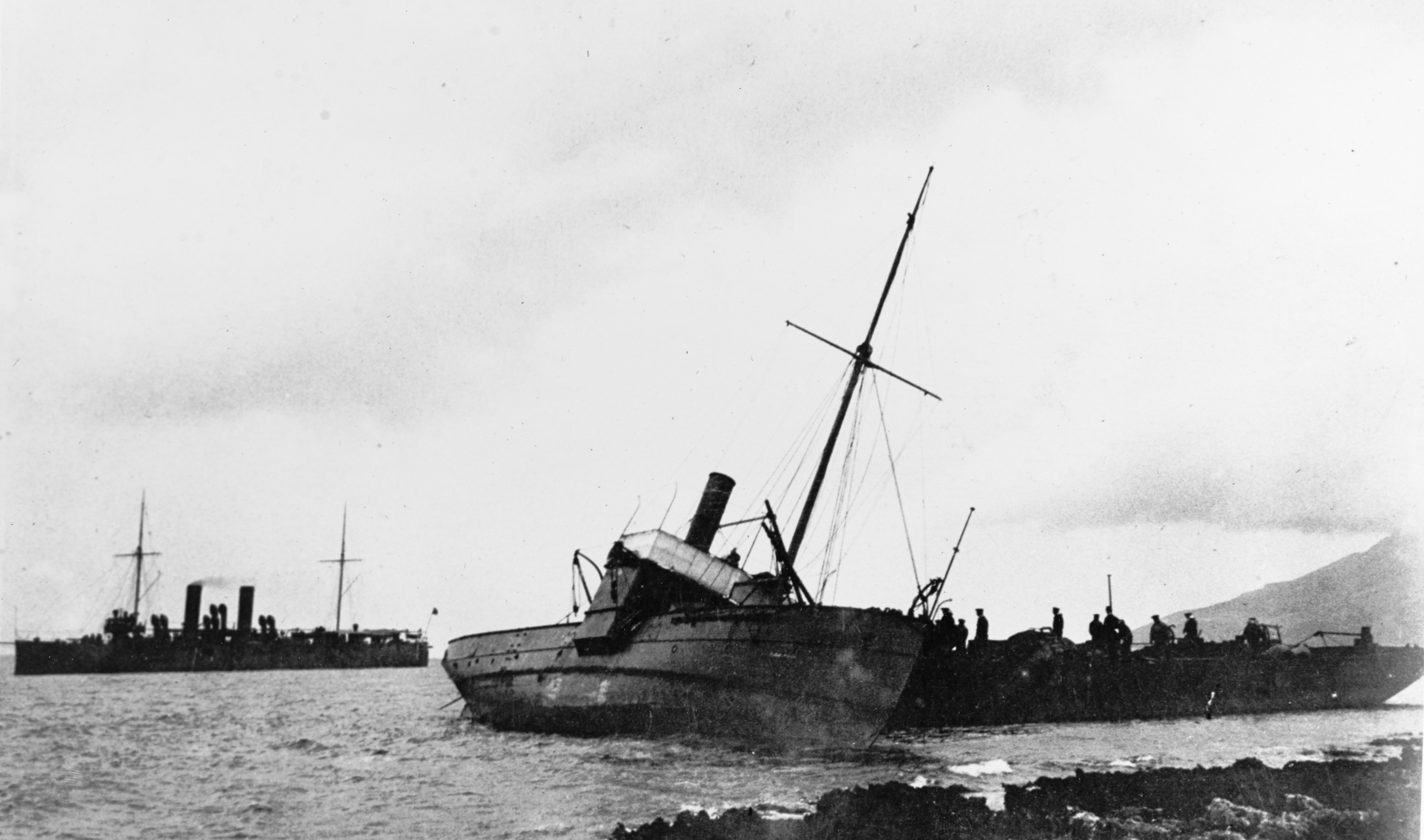
O Szigetvár (esquerda) e o Magnet (direita) junto com o encalhado Hippos em Carbarus em novembro de 1903

O Szigetvár voltou para o serviço em 1903 como líder de flotilha para barcos torpedeiros com a frota principal. O arquiduque Francisco Fernando visitou o navio em Gravosa no início do ano. A embarcação operou com a esquadra de treinamento de verão na II Divisão, com os exercícios anuais de treinamento ocorrendo de 15 de junho até 15 de setembro. Durante este período visitou Fiume de 19 a 24 de julho e Trieste de 14 a 22 de agosto, neste último na companhia do resto da esquadra. A frota se reuniu em Pola entre 16 e 19 de setembro ao final dos exercícios, onde foram visitados pelos três ironclads gregos da Classe Hydra. O Szigetvár esteve presente em Trieste no dia 30 de setembro para o lançamento do couraçado pré-dreadnought SMS Erzherzog Karl. O rebocador SMS Hippos encalhou na ilha de Carbarus em novembro, com o Szigetvár e o barco torpedeiro SMS Magnet liberando-o no dia 16.
O cruzador passou a maior parte de 1904 na reserva, durante o qual seu equipamento de telegrafia foi substituído por um modelo mais moderno. Foi recomissionado em 5 de novembro para substituir o danificado cruzador blindado SMS Kaiserin und Königin Maria Theresia junto com a frota principal. Permaneceu em serviço nesta função até 15 de junho de 1905. Neste período juntou-se a uma esquadra para um cruzeiro de treinamento próximo da região do Levante; as embarcações deixaram Pola em 1º de fevereiro de 1905 e pararam primeiro na ilha de Hidra, na Grécia. O Szigetvár passou por vários portos gregos no decorrer do mês. Em abril foi para o Império Otomano, parando em Salonica, Mudros, Mitilene e Esmirna, atravessando então os Dardanelos até chegar na capital otomana de Constantinopla no final de março. O navio em seguida voltou para o Mediterrâneo para visitar mais portos gregos por meados de abril. Ele então iniciou sua viagem de volta para casa, parando em Argostoli na Grécia e Durazzo no Império Otomano, chegando em Pola em 22 de abril.

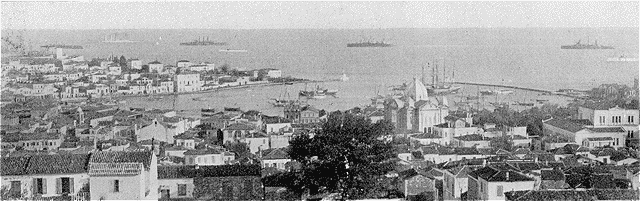
A frota internacional em Mitilene no final de 1905; o Szigetvár é o primeiro navio à esquerda

O Szigetvár e o resto da esquadra foram para Trieste em 21 de maio para acompanharem o lançamento do couraçado pré-dreadnough SMS Erzherzog Ferdinand Max. Os treinamentos de verão ocorreram de 15 de junho a 15 de setembro, durante os quais o cruzador operou com os couraçados da I Divisão e o cruzador blindado SMS Sankt Georg. Foi designado de volta para o Levante em novembro, deixando Pola no dia 19 e parando em Pireu três dias depois. No local juntou-se a uma frota internacional reunida para responder a agitações no Império Otomano que ameaçavam estrangeiros no país. O Szigetvár seguiu para Mitilene, onde desembarcou um destacamento de marinheiros em 26 e 27 de novembro. Os homens foram proteger a estação de telégrafo da cidade. O navio voltou para Pireu no dia seguinte, retornando pouco depois para patrulhas próximas de Mitilene. Ele viajou então para Lemnos a fim de rebocar o desabilitado contratorpedeiro francês Dard de volta para Pireu. Outra equipe de desembarque foi enviada para Lemnos entre 5 e 12 de dezembro. O cruzador foi para Pireu e retomou atividades na área no dia 17. A frota internacional foi desfeita em 18 de dezembro e o Szigetvár passou pelo Canal de Corinto, reencontrando-se com o Sankt Georg em Patras, de onde voltaram para casa dois dias depois.
O navio foi designado para a flotilha de barcos torpedeiros da frota principal durante a primeira metade de 1906. As manobras de treinamento de verão ocorreram de 15 de junho até 20 de setembro, com o cruzador continuando em seu papel de líder de flotilha. A frota, durante esse período, de 20 a 23 de julho, realizou celebrações em homenagem aos quarenta anos da Batalha de Lissa. O Szigetvár encalhou no dia seguinte no cordão litoral de Zenizna, próximo de Sebenico, com uma de suas hélices sendo danificada. Ficou em uma doca seca em Pola por quatro dias para reparos, retornando em seguida para a esquadra de treinamento. Participou de exercícios de ataque anfíbios em meados de setembro em Gravosa. Estes foram observados por Francisco Fernando, para o qual uma revista da frota foi realizada próxima de Calamotta depois da finalização dos exercícios.

#### 1907–1914
O cruzador foi designado de volta para a I Divisão no início de 1907, porém logo foi encarregado de transportar uma tripulação substituta para o cruzador protegido SMS Kaiser Franz Joseph I, que estava na época servindo no Sudeste Asiático. Em preparação para a viagem, o Szigetvár passou por reformas em suas caldeiras e motores e teve seu tubo de torpedo da proa movido mais para trás com o objetivo de liberar espaço que foi convertido em acomodações extras para a tripulação e um hospital. O navio deixou Pola em 1º de março, passando pelo Canal de Suez no Egito e parando no dia 12 para reabastecer carvão em Adem, no Iêmen, seguindo então para Colombo no Ceilão, onde permaneceu por vários dias antes de rumar para Singapura, onde chegou em 31 de março. Pelo decorrer da semana seguinte trocou tripulações com o Kaiser Franz Joseph I e embarcou uma coleção de pássaros tropicais para o Zoológico de Schönbrunn, em Viena. O Szigetvár começou sua jornada de volta em 5 de abril e finalmente chegou em Pola em 7 de maio. Participou normalmente das manobras de treinamento de verão entre 15 de junho e 15 de setembro como parte da flotilha de contratorpedeiros.
Ele passou 1908 e 1909 na reserva até ser recomissionado no início de 1910 para uma viagem pelo Levante. Partiu de Pola em 2 de janeiro, rebocando o Yo, o novo iate do embaixador austro-húngaro no Império Otomano. Passou por Ceos em 7 de janeiro e Siro dois dias depois, chegando nos Dardanelos em 12 de janeiro. Deixou o Yo na Baía de Sarı Sıĝlar e então substituiu o antigo barco com rodas de pás SMS Taurus como o navio austro-húngaro designado para ficar em Constantinopla. O Szigetvár chegou no seu destino dois dias depois e então navegou até Dedeağaç, passando depois por outros portos no Mar Egeu até o final de fevereiro. Em 22 de fevereiro foi auxiliar o navio de passageiros alemão SS Bucovina da Norddeutscher Lloyd, que tinha encalhado em Esmirna. O cruzador então visitou Marmaris no início de março, onde encontrou-se com os navios da Esquadra do Levante austro-húngara, que na época eram os três couraçados pré-dreadnought da Classe Erzherzog Karl. O Szigetvár continuou sua viagem pelo portos da região pelos dois meses seguintes até voltar para Pola em 1º de junho. Os treinamentos anuais de verão ocorreram de 15 de junho a 15 de setembro, com a embarcação entrando em uma doca seca imediatamente após sua finalização. Retornou para o Império Otomano em 28 de setembro para mais um período de serviço no país. Voltou para casa em janeiro de 1911 por meio de uma longa viagem pela Grécia que incluiu uma passagem pelo Canal de Corinto, chegando em Teodo em 28 de fevereiro.
O Szigetvár recebeu Francisco Fernando de 13 de março a 7 de abril para uma viagem até a ilha de Brioni. O navio participou das manobras de verão de 1º de junho a 31 de agosto. Durante este período visitou Trieste para o lançamento do couraçado SMS Viribus Unitis em 24 de junho. As manobras terminaram com a simulação de um ataque anfíbio. A embarcação retornou para a Esquadra de Reserva a fim de passar por reformas em seus maquinários em preparação para uma viagem ao Sudeste Asiático. Deixou Pola em 1º de janeiro de 1912 com uma tripulação substituta para o Kaiser Franz Joseph I. O Szigetvár passou pelo Canal de Suez e cruzou o Oceano Índico, chegando em Xangai, na China, em 12 de fevereiro. A troca de tripulações ocorreu no decorrer dos dias seguintes. O Szigetvár então partiu refez seu caminho de volta para casa, chegando em Pola no dia 26 de março. O cruzador foi designado para a academia naval em Sebenico para uso como navio-escola. Começou um cruzeiro de treinamento em 12 de maio, visitando portos gregos pelo mês seguinte e retornando a Sebenico em 1º de junho. Voltou para o serviço ativo a fim de participar das manobras de verão de 15 de junho a 15 de agosto.
Novos equipamentos de telegrafia foram instalados no início de 1913, sendo então enviado para substituir o cruzador protegido SMS Kaiserin Elisabeth no Império Otomano. Deixou Pola em 10 de junho e chegou em Constantinopla cinco dias depois, embarcando em uma viagem por portos vários otomanos. Estas operações continuaram até o início de 1914, quando voltou para casa, chegando em Pola no dia 28 de fevereiro. Pelos quatro meses seguintes alternou entre Durazzo, Teodo, Pola e Cátaro, com exceção de uma breve visita a Esmirna entre 22 de junho e 6 de julho. Foi neste período que Francisco Fernando foi assassinado, levando à Crise de Julho e ao início da Primeira Guerra Mundial. O Szigetvár foi enviado para Valona, na Albânia, de 19 a 31 de julho, com a guerra nesse momento estourando entre a Áustria-Hungria e a Sérvia.

### Primeira Guerra Mundial
O Szigetvár foi designado para a I Divisão de Cruzadores, junto com os outros dois navios da Classe Zenta mais os cruzadores blindados Kaiserin und Königin Maria Theresia, Sankt Georg e SMS Kaiser Karl VI, sob o comando do vice-almirante Paul Fiedler. A embarcação fez uma breve patrulha perto de Valona em 31 de julho e retornou para Cátaro no dia seguinte. Juntou-se ao SMS Zenta em 8 de agosto para bombardear uma estação de rádio em Antivari, em Montenegro. Realizou mais um bombardeamento de posições inimigas no dia 24, enquanto em 9 de setembro fez uma surtida na companhia do navio de defesa de costa SMS Monarch e o cruzador torpedeiro SMS Panther para bombardear Budua. Atacou novos alvos em Montenegro em 16 de setembro, agora Krstac e Zanjedovo. Ele e o Monarch voltaram para Budua no dia seguinte, desta vez escoltados por quatro contratorpedeiros e cinco barcos torpedeiros, a fim de atacarem uma estação de rádio em Volovica. O Szigetvár pouco fez pelo restante do ano e em 2 de abril de 1915 deixou Cátaro para Pola, chegando no dia seguinte. Passou por manutenção em uma doca seca entre 9 e 16 de abril, realizando breves testes marítimos no dia 22.

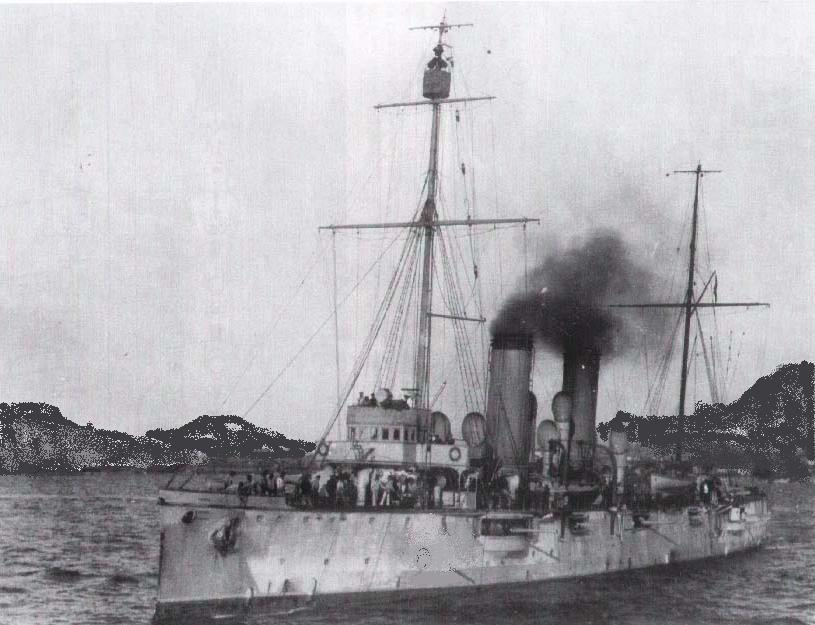
O Szigetvár em 1916

A Tríplice Entente estava tentando fazer a Itália, que tinha declarado sua neutralidade no início da guerra, a entrar no conflito contra seus parceiros da Tríplice Aliança. Os italianos há muito desejavam partes do território austro-húngaro onde um número significativo de italianos viviam, com a Entente prometendo essas áreas em caso de vitória na guerra. A Itália assinou o Tratado de Londres em 26 de abril de 1915 e retirou-se formalmente da Tríplice Aliança oito dias depois. Os italianos entraram na guerra contra a Áustria-Hungria em 23 de maio, com toda a frota austro-húngara partindo na mesma tarde para bombardear alvos no litoral italiano, principalmente cidades e a rede ferroviária litorânea. O Szigetvár inicialmente acompanhou a frota principal até Ancona, mas foi destacado com outros três cruzadores e nove contratorpedeiros para proteção e avisar de qualquer surtida da frota italiana, algo que não ocorreu. Por volta das 00h25min do dia 24, o cruzador atacou o dirigível Città di Ferrara. Ele voltou para Pola às 11h20min com o resto da frota.
O arquiduque Carlos, herdeiro presuntivo do trono austro-húngaro, inspecionou o navio em 12 de junho. A embarcação fez uma surtida seis dias depois na companhia do Sankt Georg e oito barcos torpedeiros para mais um ataque contra o litoral italiano. O Sankt Georg e quatro dos barcos torpedeiros se separaram para atacarem uma ponte perto de Rimini, enquanto o Szigetvár e os quatro barcos torpedeiros restantes bombardearam Colonnella, afundando um navio de carga durante esse bombardeio. O grupo se reencontrou próximo de Rimini, onde afundaram duas escunas a motor. Os navios retornaram para Pola no dia seguinte. O Szigetvár deu cobertura para dois ataques aéreos contra Ancona, o primeiro em 9 de dezembro e o segundo em 17 e 18 de janeiro de 1916. No dia 21 participou de testes de projéteis ao disparar doze vezes sobre o quebra-mar de Pola. Dois tubos de torpedo de 450 milímetros foram instalados no seu convés superior em montagens giratórias no final de junho. Ficou em uma doca seca para manutenção entre 9 e 16 de maio de 1917. O cruzador seguiu para a Baía de Cátaro em 23 de maio, onde substituiu o antigo cruzador torpedeiro SMS Zara, que até então tinha servido como navio de guarda no porto.
O Szigetvár partiu para Pola em 15 de novembro, chegando dois dias depois. Na mesma tarde seguiu para Trieste na companhia de um contratorpedeiro e um barco torpedeiro, onde chegou no dia seguinte. Voltou para Pola em 13 de março de 1918 junto com seu irmão SMS Aspern. Ambos foram removidos do serviço ativo para liberar suas tripulações para navios mercantes no Mar Negro. O Szigetvár foi desarmado e convertido em um alojamento flutuante e navio-alvo para a Escola de Guerra de Torpedos. Foi descomissionado em 15 de março e passou o restante da guerra em Pola. Foi entregue ao Reino Unido como prêmio de guerra após o fim do conflito e desmontado na Itália em 1920.